# Bousov
Bousov är en ort i Tjeckien.   Den ligger i regionen Pardubice, i den centrala delen av landet, 80 km öster om huvudstaden Prag. Bousov ligger 291 meter över havet och antalet invånare är 226.
Terrängen runt Bousov är platt västerut, men österut är den kuperad.Runt Bousov är det ganska tätbefolkat, med 116 invånare per kvadratkilometer. Närmaste större samhälle är Chrudim, 19,4 km öster om Bousov. Trakten runt Bousov består till största delen av jordbruksmark.